# Sedum perrotii
Sedum perrotii är en fetbladsväxtart som beskrevs av R.-hamet. Sedum perrotii ingår i Fetknoppssläktet som ingår i familjen fetbladsväxter. Inga underarter finns listade i Catalogue of Life.